# Josh MacNevin
Josh MacNevin (* 14. Juli 1977 in Calgary, Alberta) ist ein ehemaliger kanadischer Eishockeyspieler, der zuletzt für TPS Turku in der SM-liiga spielte.

## Karriere
Josh MacNevin wurde beim NHL Entry Draft 1996 von den New Jersey Devils in der vierten Runde an 101. Stelle gezogen. Der 1,89 m große und 90 kg schwere Verteidiger spielte von 2005 bis 2007 für die Eisbären Regensburg in der 2. Bundesliga. Am Ende der sportlich keinesfalls zufriedenstellenden Saison kam bei den Eisbären der sportliche und finanzielle „Cut“, sodass für Josh MacNevin keine Verwendung mehr gewesen wäre. In der Saison 2007/2008 spielte der Verteidiger in der DEL, beim ERC Ingolstadt, ehe er 2008 nach Schweden zu den Växjö Lakers wechselte.
Zwischen 2010 und Januar 2013 spielte MacNevin für den AIK aus Stockholm in der Elitserien, wobei er jeweils zu Saisonbeginn aus steuerlichen Gründen für einige Spiele an den HPK Hämeenlinna aus der SM-liiga ausgeliehen wurde. Im Januar 2013 verließ MacNevin den AIK und erhielt einen Vertrag bis Saisonende bei TPS Turku aus der SM-liiga.

## Karrierestatistik
(Legende zur Spielerstatistik: Sp oder GP = absolvierte Spiele; T oder G = erzielte Tore; V oder A = erzielte Assists; Pkt oder Pts = erzielte Scorerpunkte; SM oder PIM = erhaltene Strafminuten; +/− = Plus/Minus-Bilanz; PP = erzielte Überzahltore; SH = erzielte Unterzahltore; GW = erzielte Siegtore; 1 Play-downs/Relegation; Kursiv: Statistik nicht vollständig)